# Norman Shutt
Norman L. Shutt (* 9. November 1929 in Shropshire; † 19. Februar 2022) war ein britischer Biathlet und Skilangläufer.
Norman Shutt trat 1946 in die britischen Streitkräfte ein und diente bei den Royal Horse Guards in Deutschland und Österreich. Während dieser Zeit nahm er an den im Wintersport national bedeutenden britischen Armeemeisterschaften teil. Nachdem er die Armee 1943 nach sieben Dienstjahren verlassen hatte, wurde er Polizist in Harewood End in Herefordshire. Hier wurde er Mannschaftsführer (captain) des Herefordshire Police athletics team und nahm an den National Police Cross-Country Championships teil. 1956 wurde er Teil des Trainingskaders für die Olympischen Winterspiele 1956 in Cortina d’Ampezzo, schaffte es aber nicht in den endgültigen Kader. 1957 migrierte er nach Kanada und ging er zur Royal Canadian Air Force. Shutt hatte nun mehr Erfolg hinsichtlich seiner Bemühungen um eine Olympiateilnahme und nahm an den Olympischen Winterspielen 1960 in Squaw Valley in zwei Sportarten teil. Im Skilanglauf wurde er über 15 Kilometer 52., über 50 Kilometer war er gemeldet, ging aber nicht an den Start. Beim erstmals ausgetragenen Wettkampf im Biathlon belegte er den letzten der 30 Plätze. Mit einer Stunde und 45:36,5 Minuten hatte er fast fünf Minuten Rückstand auf den zweitschlechtesten Läufer, seinen Landsmann John Moore. Von 20 möglichen Zielen traf er nur sieben und bekam somit bei 13 Fehlern 26 Strafminuten auf die Laufzeit hinzu addiert. In der Gesamtwertung hatte er fast 40 Minuten Rückstand auf den Sieger, Klas Lestander. Nach den Spielen startete er noch bei den North American Nordic Skiing Championships in Banff. In Folgejahren trat Shutt bei keinem Großereignis mehr in Erscheinung und kehrte anschließend auch wieder in seine Heimat in Shropshire zurück.